# Проспер Гарно
Проспер Гарно (фр. Prosper Garnot; 13 січня 1794 — 8 жовтня 1838) — французький хірург і натураліст. Учасник навколосвітньої мандрівки. Аввтор описання зоологічних таксонів.

## Біографія
Гарно народився в Бресті . Він був помічником хірурга на кораблі La Coquille під час навколосвітнього плавання під керівництвом Луї Ісідора Дюперре (1822—1825). Разом з Рене Прімевером Лессоном він зібрав численні зразки тварин та рослин в Південній Америці та Тихому океані. У Гарно був важкий напад дизентерії, і його відправили додому із частиною колекції на борту корабля Castle Forbes. Зразки були втрачені, коли корабель зазнав аварії поблизу мису Доброї Надії в липні 1824 року. З Лессоном він написав зоологічний розділ звіту про подорож, «Voyage autour du monde exécuté par order du roi sur la corvette La Coquille» (Навколосвітня подорож, здійснена за наказом короля на корветі «La Coquille», 1828—1832). Помер у віці 44 років у Парижі.
На його честь було названо гекона Hemidactylus garnotii A.M.C. Duméril & Bibron, 1836 .